# Funeraire teksten
De Oud-Egyptische funeraire teksten (ofwel begrafenisteksten) kunnen onderverdeeld worden in:
- Piramideteksten
- Sarcofaagteksten
- Egyptisch Dodenboek
  - Dodenboek van Ani
  - Dodenboek van Hoenefer
- Amdoeat
- Boek der Poorten
- Boek van de Spelonken
- Boek van de Aarde
- Boeken van de Hemel:
  - Boek van Nut
  - Boek van de Dag
  - Boek van de Nacht
- Speciale composities:
  - Litanie van Ra
  - Boek van de Hemelkoe
  - Boek van het Doorkruisen van de Eeuwigheid